# Kościół św. Stanisława Kostki w Bochni
Kościół świętego Stanisława Kostki – rzymskokatolicki kościół szkolny należący do parafii św. Mikołaja Biskupa w Bochni.
Jest to świątynia powstała dzięki inicjatywie księdza Alojzego Nalepy i przy dużym zaangażowaniu ówczesnego dyrektora gimnazjum w Bochni Franciszka Słuszkiewicza. Wzniesiona została w latach 1932–1937 według projektu architektów Wacława Nowakowskiego i Ludmiła Gyunkovicha. Poświęcona została w 1937 roku. 
Kościół reprezentuje architekturę modernistyczną, jest to budowla murowana wzniesiona z cegły i kamienia. Świątynia jest trzynawowa i posiada prezbiterium w kształcie apsydy. Łuk tęczowy jest zamknięty półkoliście. Nawy boczne są oddzielone od nawy głównej prostymi słupami. Wnętrze jest nakryte stropami płaskimi. Fasada wschodnia posiada dwie kondygnacje. Dolna kondygnacja jest murowana i wzniesiona z kamienia, pośrodku znajduje się wejście główne w kształcie trzech arkad zamkniętych półkoliście. Górna kondygnacja jest murowana i wzniesiona z cegły, posiada blendy zamknięte półkoliście i podwyższoną dzwonnicę z trzema półkoliście zamkniętymi arkadami. Dachy są nakryte blachą. Witraże zostały wykonane w 1936 roku według projektu Henryka Nostitz-Jackowskiego w zakładzie witraży Polichromia w Poznaniu. W apsydzie w okrągłych oknach są umieszczone eucharystyczne symbole chrześcijaństwa: pelikan, Baranek paschalny, Święta Trójca, arka przymierza i ryba. W nawie południowej w dwóch dużych oknach jest umieszczona scena Zwiastowania, za ołtarzem, w okrągłym oknie znajduje się św. Kazimierz Królewicz. W nawie północnej za ołtarzem w okrągłym oknie znajduje się św. Kinga.
Od 2018 roku, na mocy dekretu bpa tarnowskiego Andrzeja Jeża, w pierwszą niedzielę po liturgicznym wspomnieniu św. Stanisława Kostki (18 września) w kościele przeżywany jest odpust o randze odpustu parafialnego. Indult ten został nadany z okazji Roku św. Stanisława Kostki przeżywanego w Polsce w związku z 450. rocznicą jego śmierci. Zabiegał o to ksiądz proboszcz Ryszard Podstołowicz.

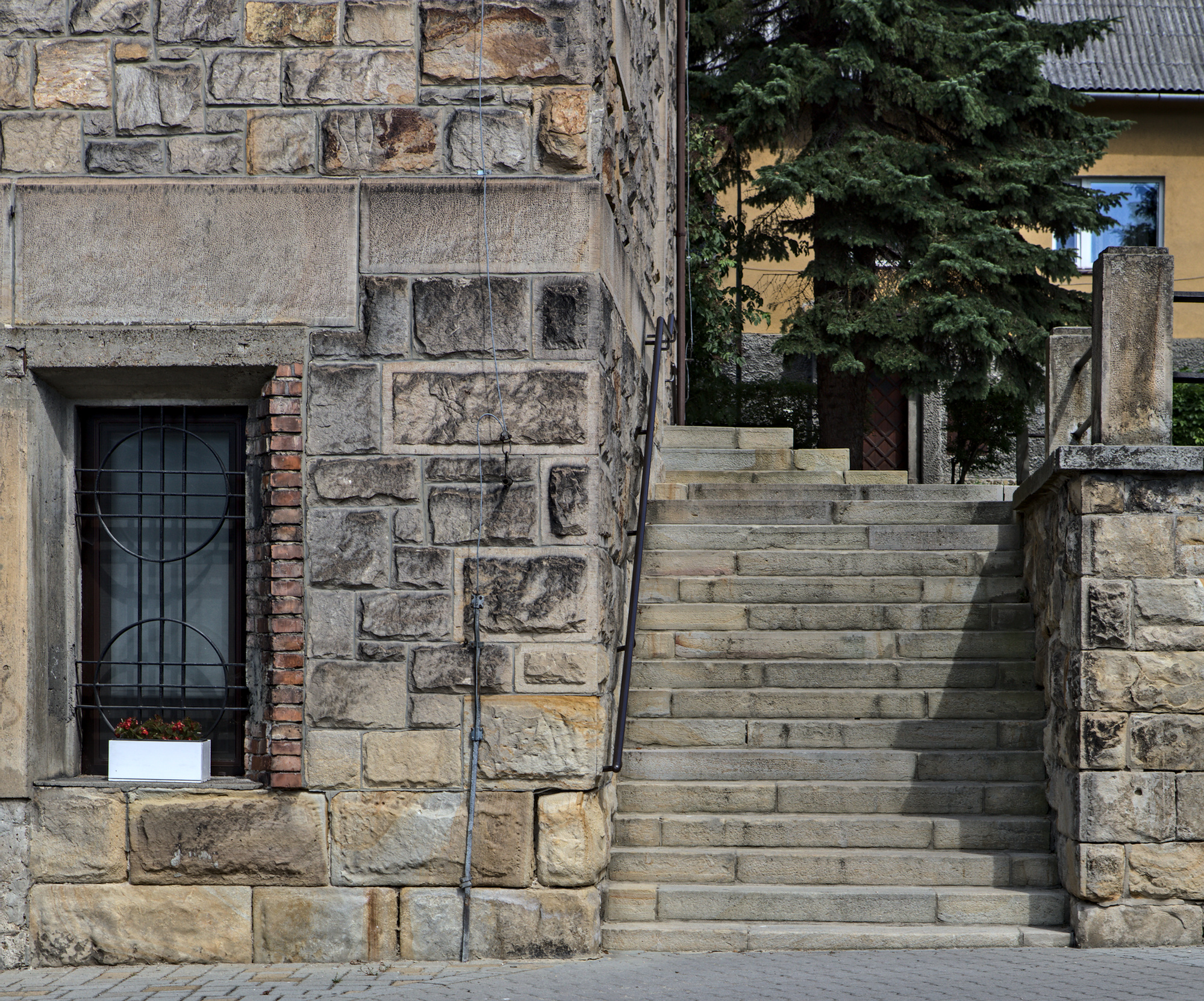
Schody wejściowe do kościoła.
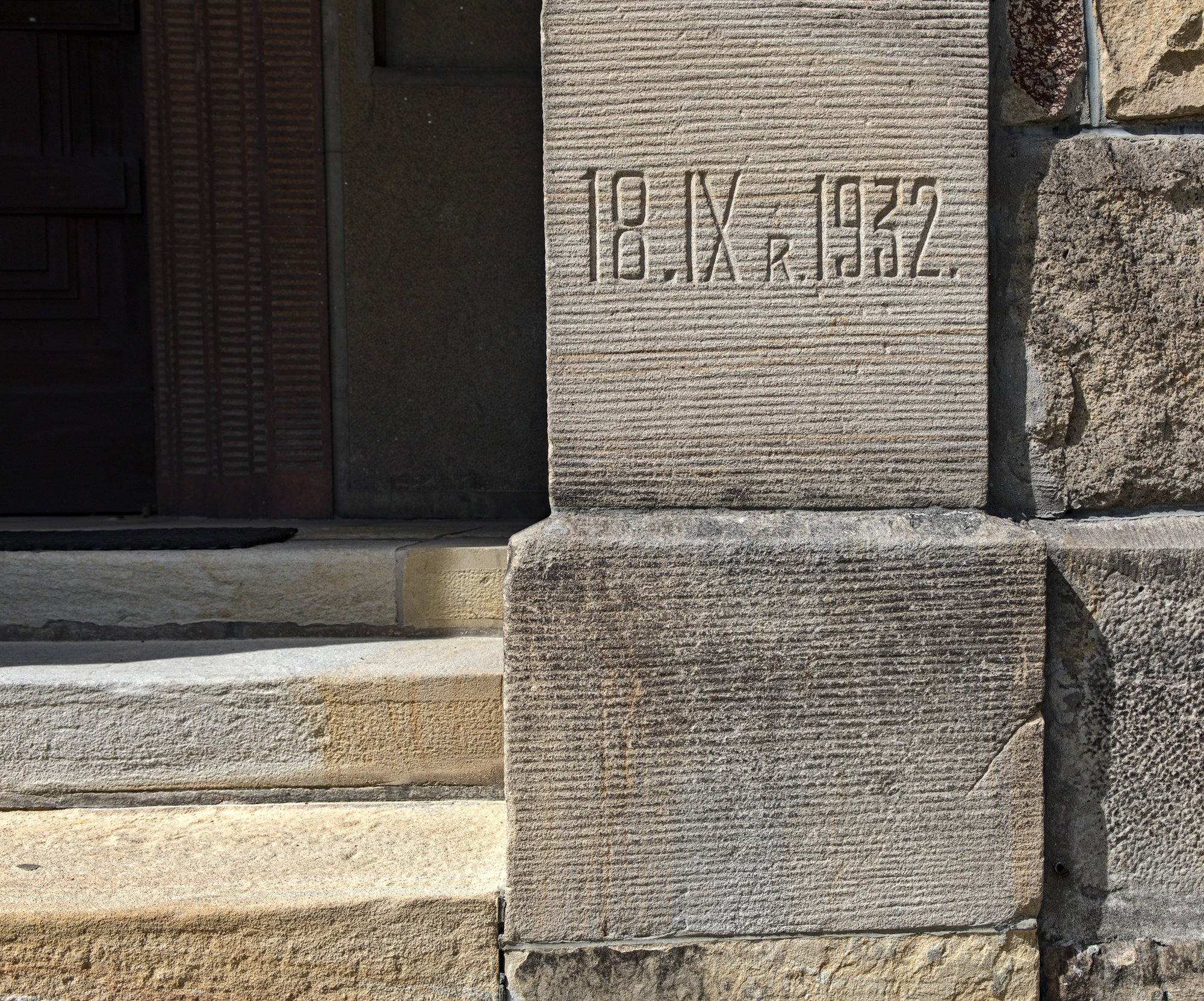
Kamień węgielny z datą wmurowania.
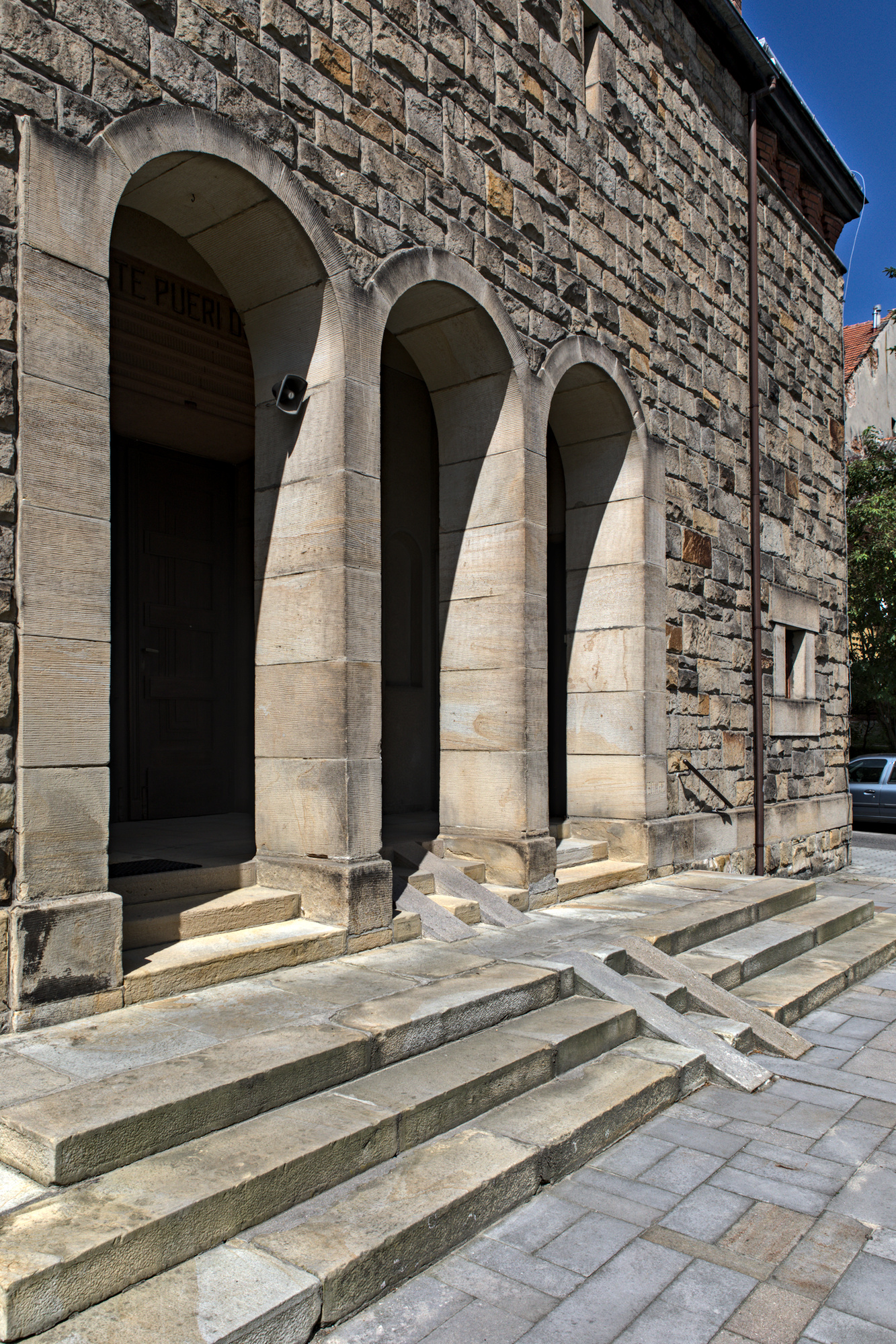
Wejście do kościoła z charakterystycznymi arkadami.